# Civitella di Romagna
Civitella di Romagna ist eine italienische Gemeinde (comune) mit 3643 Einwohnern (Stand 31. Dezember 2023) in der Provinz Forlì-Cesena in der Emilia-Romagna. Die Gemeinde liegt etwa 26 Kilometer südsüdwestlich von Forlì und etwa 28 Kilometer südwestlich von Cesena am Bidente.

## Geschichte
Die Gemeinde wird erstmals 757 urkundlich erwähnt. Ende des 13. Jahrhunderts wird die Gemeinde Teil des Herrschaftsgebiets der Guelfen. 

## Persönlichkeiten
- Nicola Bombacci (1879–1945), Politiker

## Verkehr
Durch die Gemeinde führt die Strada Statale 310 del Bidente (heute: Provinzstraße 4 R) von Poppi kommend nach Forlì.